# María Jesús Alvarado Rivera
Pour les articles homonymes, voir Alvarado et Rivera.
María Jesús Alvarado Rivera (Chincha Alta, 27 mai 1878 – Lima, 6 mai 1971) est une féministe contestataire péruvienne, sociologue, enseignante, journaliste, écrivaine et militante sociale.
Elle est reconnue en 1969 par le Conseil national des femmes du Pérou comme « la première championne moderne des droits des femmes au Pérou ».

## Biographie

### Jeunesse
María Jesús Alvarado Rivera naît à Chincha Alta le 27 mai 1878. Elle est la fille de Cayetano Arciniega Alvarado, propriétaire et administrateur du domaine Chacrabajo, et de Jesus Rivera Martinez, qui sont tous les deux originaires de la province de Chincha. Elle est la dixième des treize enfants de la fratrie. En raison de la guerre du Pacifique, sa famille est contrainte de vendre sa propriété et de s'installer à Lima. Comme il est de coutume à l'époque, son éducation ne dure que jusqu'à l'école primaire.
Mais pendant cette courte période, elle apprend à bien lire et écrire. Elle fait en autodidacte les études des années de collège. Elle fréquente ensuite un lycée privé dirigé par Elvira García y García (es) (leader du mouvement féministe au Pérou). À l'issue de ses études, elle devient enseignante. Perturbée par le système éducatif désuet, elle étudie la sociologie par elle-même et joue un rôle déterminant dans l'introduction de méthodes avancées sur l'enseignement professionnel, sur l'euthanasie, la santé, les soins aux écoliers et la lutte contre les maladies sexuellement transmissibles. Elle croit également au rôle des femmes en tant que mères.

### Carrière
Avec l'aide de son frère, Lorenzo Antonino, qui est professeur de géologie à l'Université nationale de San Marcos, elle obtient un emploi de chroniqueuse pour le journal El Comercio. Elle trouve également du travail au journal El Diario (1908), et plusieurs années après, pour La Prensa. Elle fait sa première intervention publique sur les questions féministes au Congrès international des femmes en 1910.
L'année suivante, elle donne une conférence sur le féminisme à la Société géographique de Lima, expliquant les bases du féminisme dans le cadre d'un changement social mondial actuel qui soulève la nécessité de fournir des droits civils et politiques égaux aux femmes. C'est la première fois que la question des femmes est posée ouvertement et publiquement.
C'est lors de cette conférence que María Jesús Alvarado Rivera suscite l'intérêt du public pour l'idée du suffrage des femmes, mais avec des réponses mitigées. Angélica Palma (es) et sa sœur Augusta déclarent : « Voici enfin la femme qui nous libérera de la subordination oppressive dans laquelle nous vivons », après avoir entendu sa conférence. D'autres pensent que ses idées sont trop radicales et provoqueront l'anarchie et la détérioration des valeurs familiales si les femmes abandonnent leurs rôles traditionnels.
María Jesús Alvarado Rivera publie en 1912 El Feminismo, qui est au Pérou le premier essai révolutionnaire. Elle joue ensuite un rôle crucial avec la fondation, en 1914, de l'association Evolución Femenina à Lima, une association pour la promotion sociale des femmes, qui encourage notamment l'éducation des femmes, leur accès aux différents emplois, et des droits civils égaux à ceux des hommes. Elle est ainsi la fondatrice de la première association de femmes au Pérou,.
Elle émet également des propositions visant à promulguer des réformes du code civil et à intégrer les femmes dans des emplois gouvernementaux. Sa campagne soutenue pendant neuf ans dans ce sens aboutit à ce que la Chambre des représentants permette aux femmes de devenir membres de sociétés de bien-être public (1915), ce qui est finalement adopté comme loi en 1922. Mais Evolución Femenina suscite aussi des réticences, seul un petit nombre de femmes accepte de mettre leur nom sur les registres d'adhésion, et La Cronica de Lima publie fin 1924 une photo d'une conférence donnée par María Jesús Alvarado River, où de nombreuses participantes ont enlevé leur chapeau pour couvrir leurs visages et ne pas être reconnues sur la photographie.
En 1923, après une visite au Pérou de Carrie Chapman Catt, présidente de l'Alliance internationale pour le suffrage, María Jesús Alvarado Rivera crée le Conseil national des femmes. Cette organisation devient sujette à de graves tensions entre les radicaux et les catholiques,. Le Conseil national pour les femmes a commencé à connaître très tôt des conflits internes, avec un grand désaccord pour savoir s'il faut plaider pour plus que le suffrage des femmes. Lorsque María Jesús Alvarado Rivera propose que le conseil envisage de réformer le code civil pour accorder aux femmes, en particulier aux femmes mariées, l'égalité des droits devant la loi, il y a eu une forte résistance et un net scepticisme de la part des journaux et des membres du conseil. Malgré cela, dans le cadre du mouvement pour les droits des femmes, elle met sur pied un « atelier sur le travail et l'école morale » pour éduquer les prostituées et les ramener dans la société.
En raison de son ferme soutien en faveur de l'autonomisation des femmes avec le droit de vote et la pleine égalité lors de la Conférence panaméricaine des femmes tenue à Lima, comme en raison de son soutien aux enfants abandonnés et de sa solidarité avec les peuples autochtones, elle est emprisonnée puis exilée. L'opposition était dirigée par la Ligue des femmes catholiques, secondée par le président péruvien de l'époque, Augusto B. Leguía,. Elle passe trois mois dans la prison pour femmes de Santo Tomas pendant la période de Noël 1924, puis elle passe douze ans en exil en Argentine,. En Argentine, elle enseigne à l'école et elle met en scène des pièces de théâtre dont elle écrit les textes, sur des sujets de problèmes sociaux et moraux en société.
De retour d'exil, elle consacre son temps à la radio, dans les théâtres et au cinéma, dans le but principal d'obtenir le droit de vote des femmes au Pérou. Elle écrit également une pièce de théâtre, La Perricholi, diffusée par la Radio nationale du Pérou. Elle fonde l'Académie des arts dramatiques, Ollanta, avec son propre argent ; cette académie est autorisée par le ministère de l'Éducation, car elle a aidé à créer la Direction de la culture et de l'art au Pérou. En 1938, elle propose l'introduction du « Code des droits de la femme ». En 1940, elle écrit sur le thème « L'eugénisme et l'enfant » dans Semana de la Salud. En 1945, le gouvernement approuve sa proposition de créer le théâtre national. Elle devient également conseillère de la municipalité de Lima.
Le mouvement féministe lancé par Alvarado Rivera a mis du temps à prendre forme, et ce n'est qu'en 1955 que les femmes ont obtenu le droit de vote au Pérou.
María Jesús Alvarado Rivera meurt le 6 mai 1971 dans le district de San Isidro à Lima, à 92 ans, très déçue car ses efforts dans le mouvement féministe n'ont pas été reconnus de son vivant. Elle est cependant reconnue ensuite comme la première féministe du Pérou.